# رؤية رمادية
الرؤية الرمادية (بالإنجليزية: Greyout)‏ هي حالة فقدان مؤقت للرؤية، وتتسم بإعتام في الضوء واللون حتى يبلغ عدم الوضوح والضبابية درجة اللون الرمادي ويرافقه في العادة فقد الرؤية المحيطية. وتحدث هذه الحالة حين يكون الشخص على وشك الإغماء أو فقدان الوعي، وتكون بمثابة إنذار بأن الشخص معرض للغياب عن الوعي. والسبب هو تأثير الرؤية النفقية الناجم عن انخفاض مستوى الأكسجين في الدماغ بما يسمى نقص التأكسج، وغالبًا ما يكون نتيجة انخفاض ضغط الدم.

## الأسباب المحتملَة
- نوبة هلع، أو إعياء، أو إرهاق
- صدمة نقص حجم الدم أو ما يسمى صدمة جهاز الدوران مثل نقص حجم الدم، أو ما يحصل في الأنواع البسيطة كإجراء تحليل الدم.
- الوقوف فجأة (هبوط الضغط الانتصابي)، خاصة في حالة المرض، أو الإفراط في الكحول (خمار)، أو انخفاض ضغط الدم.
- فرط التنفس، للمفارقة: نقص ثاني أكسيد الكربون في الدم عبر التحفيز الذاتي كما في الألعاب الخطرة: لعبة الإغماء أو التعتيم في المياه الضحلة.

## قيادة الطائرات
يتم تدريب الملاحين على القيادة ضمن نطاق قوة جي العالية. كما يمكن لطياري الطائرات عالية الأداء رفع مقاومتهم لتلاشي الرؤية باستخدام بذلة جي التي تتحكم في تجمع الدم في الأطراف السفلية، إنما حتى الآن لا توجد بدلة قادرة على التحكم في احمرار المجال المرئي. في كلتا الحالتي، يمكن معالجة الأعراض فورًا عن طريق تخفيف الضغط على أدوات التحكم في الطيران. قوة التسارع المستمرة أو قوة جي ستؤدي بسرعة إلى فقدان الوعي المستحث (جي-لوك). يمكن للأفراد غير المدربين تحمل الدرجة (4) من القوة جي، ويتم تدريب قائدي الطائرات المقاتلة الذين يرتدون بدلات جي على أداء المناورات عند الدرجة (9) من القوة جي.

## مدن الترفيه
اللعبة الأفعوانية، أو السفينة الدوارة في مدينة الملاهي تمثل شكلًا آخر تظهر فيه الحالة الرمادية فالكثير من هذه الألعاب تضع الركاب في مجال قوة التسارع جي الموجبة، خاصة في الحلقات اللولبية والحلقات الرأسية. إنما من النادر أن تتضمن الأفعوانيات قوة جي السلبية، التي تقوم باستحثاث احمرار المجال المرئي ففي الغالب يتم تصميم معظم الأجزاء منخفضة الجاذبية من أجل إجراء عملية محاكاة لحالة انعدام الوزن.